# Leopold Stocker Verlag
Der Leopold Stocker Verlag ist ein österreichischer Verlag mit Sitz in Graz, der gemeinsam mit dem Ares Verlag vom Dokumentationsarchiv des Österreichischen Widerstandes als rechtsextrem eingestuft wird. Er verlegt landwirtschaftliche und jagdliche Fachbücher, Koch- und Handarbeitsbücher, Regionalia, Wanderführer, Sachbücher mit wissenschaftlichem Anspruch sowie im eigenen Haus wie auch im Tochterunternehmen Ares-Verlag rechtskonservative bis rechtsextremistische Literatur.

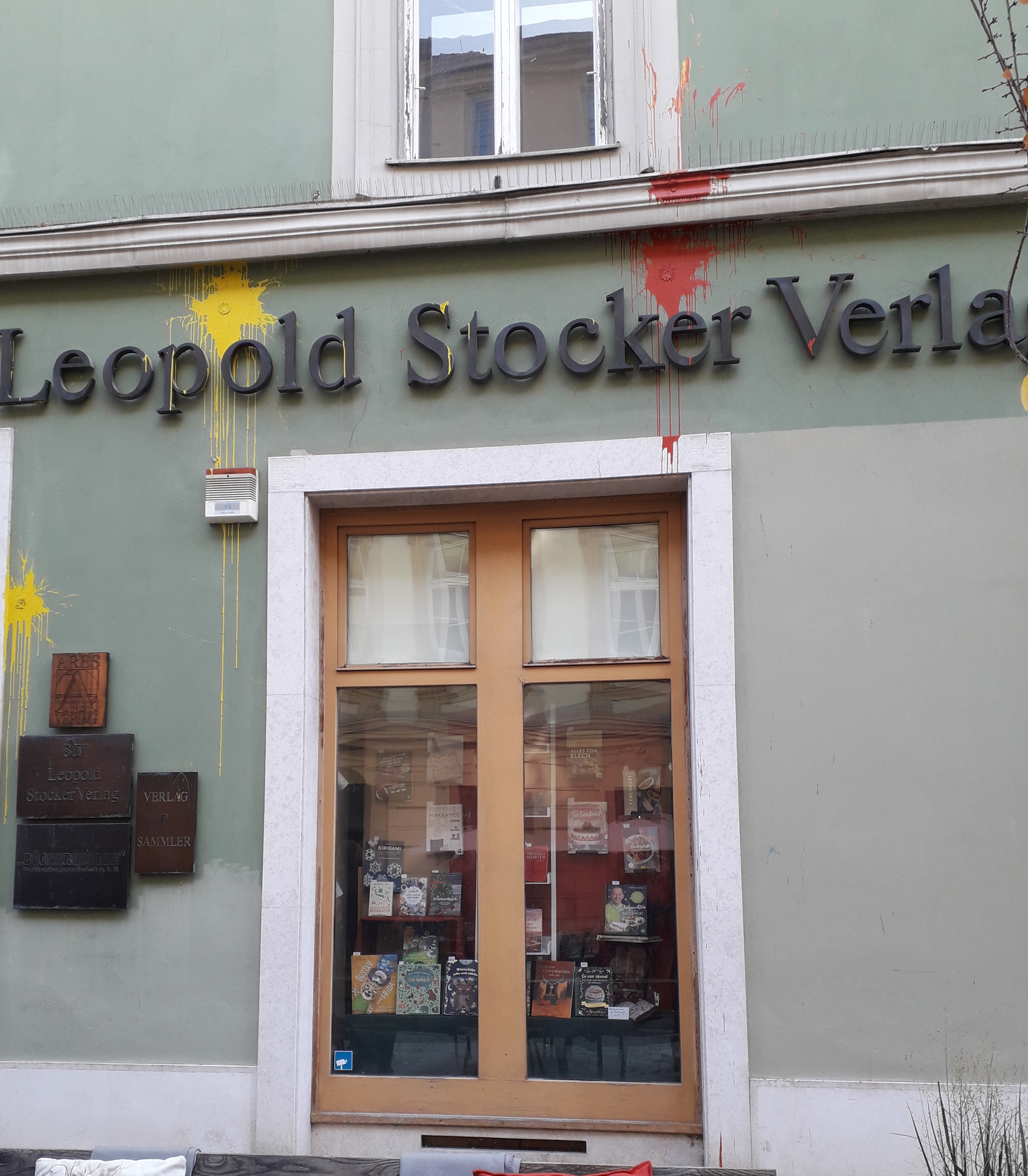
Fassade des Leopold Stocker Verlags in Graz, Hofgasse 5

## Geschichte

### Vom Ersten Weltkrieg bis 1949
Der Diplom-Landwirt Leopold Stocker gründete das Verlagshaus 1917 in der Grazer Salzamtsgasse 7 als „Heimatverlag Leopold Stocker“, nachdem ihm am 13. April desselben Jahres der Stadtrat die Eröffnung einer Verlagsbuchhandlung genehmigt hatte. Die Anregung zu dieser Verlagsgründung ging 1916 vom steirischen Heimatdichter Peter Rosegger aus, mit dem Stocker befreundet war.
Unmittelbar nach dem Ersten Weltkrieg begann die Verlagsproduktion mit landwirtschaftlicher Fachliteratur und politisierenden Schriften, die sich mit den Kriegsfolgen angesichts des Untergangs der k.u.k Monarchie Österreich-Ungarn beschäftigten. 1918 veröffentlichte Stocker neben Titeln wie Die Rindviehzucht Steiermarks und ihre Förderung nach dem Kriege auch Bodenreform heraus! und 65000 Millionen Kriegsschulden. 1919 folgten Grundregeln der Saatgutgewinnung, Einträglicher Feldgemüsebau sowie Boden, Pflanze, Düngung, von Beginn an aber auch politische Tendenzliteratur wie etwa die Ziele deutscher Agrarpolitik oder Was nun? Zeitgemäße Betrachtungen über die nächste Zukunft des deutschen Volkes.
Ab 1920 betonte Stocker zunehmend das deutschvölkische Verlagsprofil. 1921 gab er den Vornamen-Ratgeber Gebt den Kindern deutsche Namen! des Germanisten Ferdinand Khull-Kholwald (1854–1942) heraus und 1924 Otto Jaukers Deutsche Geschichte. Vor allem wurde er jedoch zum Hausverleger des fanatischen Antisemiten Karl Huffnagl, der sich des Pseudonyms Karl Paumgartten bediente. Paumgartten publizierte bei Leopold Stocker 1920 das Pamphlet Judentum und Sozialdemokratie, 1921 Juda. Kritische Betrachtungen über Wesen und Wirken des Judentums, 1924 die Hetzschrift Juden-Fibel und im selben Jahr die republikfeindliche Polemik Repablick. In einer Verlagsanzeige vom 30. November 1921 bewarb Leopold Stocker Paumgarttens rassistisches Werk Juda mit den Worten: „Bestellen Sie reichlich! (…) Sie verdienen dabei und helfen mit, das deutsche Volk von seinem Krebsschaden befreien“. 1929 gab Stocker die antipazifistische Streitschrift Im Westen nichts Neues und sein wahrer Sinn des deutschnationalen Arztes Gottfried Nickl heraus und 1938 den Gedichtband Deutschland, wir glaubten an dich desselben Autors. Leopold Stocker kündigte die Neuerscheinung am 23. Juni 1938 im Börsenblatt an:

„Aus diesen illegalen Gedichten spricht der Ostmark gläubige Sehnsucht und entschlossener Wille zur Einheit im Großdeutschen Reiche, revolutionärer Trutz um deutsche Freiheit, Kampf gegen Volksverrat, unerschütterliche Treue zum deutschen Volke trotz Verbot und Not, Liebe zum Führer, dem Einiger und Befreier der deutschen Nation. Jeder deutsche Buchhändler möge es sich zur Aufgabe machen, dieses einzigartige Buch weitest zu verbreiten, das ein treudeutsches Bekenntnis ist und Grüße der befreiten Ostmark an alle deutsche Volksgenossen vermittelt.“

Etwa 1930 benannte der Firmengründer sein Unternehmen in Leopold Stocker Verlag um. In den 1930er Jahren verlegte Leopold Stocker die Romantrilogie Ein Volk steht auf! des oberösterreichischen Heimatdichters Karl Itzinger. Der erste Teil (Das Blutgericht am Haushamerfeld), den Stocker bereits 1925 unter anderem Titel herausgebracht hatte (Der Bauerntod), war 16 Monate lang unter der austrofaschistischen Regierung Kurt Schuschniggs verboten. Sieben Tage nachdem Adolf Hitler am 15. März 1938 auf dem Wiener Heldenplatz „vor der Geschichte nunmehr den Eintritt meiner Heimat in das Deutsche Reich“ meldete, schrieb Stocker im Börsenblatt:

„Diese Bücher waren in der Zeit des Kampfes und des Leidensweges in den letzten 5 Jahren in System-Österreich vielen Zehntausenden Partei- und Volksgenossen in Deutsch-Österreich eine Stärkung zum Ausharren im Kampfe gegen die Regierung und im sieghaften Glauben, weil der Dichter Karl Itzinger in diesem Volkskriege leuchtende Vorbilder und Zeugen des opfer- und leidvollen Freiheitskampfes in Oberösterreich, der Heimat des Führers Adolf Hitler, zeigte, wo die klerikale Macht unter dem Habsburger Ferdinand II. mit Feuer und Schwert und Heimatvertreibung das um die Freiheit des Geistes und Leibes ringende Volk verfolgte – damals genau so wie in der Jetztzeit.“

Neben Romanen wie Ein Rufer in deutscher Not (1937) und Unterm Fronjoch (1939) von Richard Neudorfer (1900–1977), einem Hauptschullehrer aus Wels, oder Du sollst mein Zeuge sein (1938) des Kronstädter Pfarrers Egon Hajek (1888–1963) erschien im Leopold Stocker Verlag auch politische Propagandaliteratur wie Anton Steiningers (1898–1968) Ostmark-Trilogie (1938/1939) oder Otto Hermann Reich von Rohrwigs Der Freiheitskampf der Ostmark-Deutschen (1942).
Nach dem Zusammenbruch des nationalsozialistischen Deutschen Reiches setzte die Verlagsproduktion nach einer kurzen Unterbrechung 1946 wieder ein. Zunächst wurden belletristische Werke unter neuen Titeln wiederaufgelegt, wie z. B. Mirabella von Rudolf Schnehen (1868–1932), einem Oberförster aus dem steirischen Städtchen Eisenerz, das bereits 1925 als Unter dem Salzburger Krummstab erschienen war, oder der Roman Der stille Freund von Fritz Stüber-Gunther (1872–1922), einem Wiener Finanzbeamten, dessen satirische Kurzgeschichten über die k.u.k.-Metropole sich Anfang des 20. Jahrhunderts einiger Beliebtheit erfreuten. Sein Roman war bereits 1919 in einem Stuttgarter Verlag herausgekommen. Aber auch politische Schriften gehörten rasch wieder zum Programm, wie etwa Die Lebensfähigkeit Österreichs von Anton Tautscher (1906–1976) und Ernst Kübler.
Nationalsozialistische Bekenntnisromane wie Neudorfers Unterm Fronjoch wurden unter harmlos klingenden Titeln (Das neue Wesen, 1950) in Neuauflagen produziert. Ab 1919 hatte Leopold Stocker die Zeitschrift Deutsche Landheimat (Untertitel: Zeitschrift für Landwirtschaft, Volkswohl und Heimat) herausgegeben, die ab 1921 unter dem Titel Landheimat (Wochenschrift für neuzeitliche Landwirtschaft und Landvolk) und von 1927 bis 1944 als Der fortschrittliche Landwirt erschien (Untertitel: Fachzeitschrift für die bäuerliche Familie). Es folgte eine fünfjährige Unterbrechung, ab Oktober 1949 wurde das Blatt wieder halbmonatlich hergestellt.

### Seit 1950
Nach dem Tod Leopold Stockers im Dezember 1950 führte seine Tochter Ilse Dvorak-Stocker (1922–2011) – zunächst gemeinsam mit ihrer Mutter Marianne Stocker – das Verlagshaus.
Seit 1959 erscheint im Leopold Stocker Verlag die Bienenwelt: das Fachblatt für den zeitgemäßen Imker, seit 1971 das traditionsreiche Vereinsblatt Alpenländische Bienenzeitung, seit 1985 das Mitteilungsblatt der Arbeitsgemeinschaft österreichischer Fleckviehzüchter Fleckviehzucht in Österreich (seit 2005 Fleckvieh Austria) und seit 1991 die Fachzeitschrift für Schaf- und Ziegenbauern Schafe aktuell (seit 2001 Schafe und Ziegen aktuell).

### Seit 1995
Seit 1995 ist ihr Sohn Wolfgang Dvorak-Stocker Geschäftsführer und Inhaber des Verlags. 2001 übernahm Dvorak-Stocker den ebenfalls in Graz ansässigen Verlag für Sammler, der Regional- und Kochbücher herstellte, um „die Stellung am heimischen Markt aus(zu)bauen“, und Ende 2004 gründete er für sein politisch-historisches Programm den Ares-Verlag. Anfang 2005 nahm er eine Umgründung des Verlagshauses vor, weil es „im Laufe der letzten beiden Jahrzehnte eine dynamische Entwicklung erfahren“ habe. Der Leopold Stocker Verlag firmiert seitdem als Leopold Stocker Verlag GmbH und der Zeitschriftenbereich wurde als Landwirt Agrarmedien GmbH gesellschaftsrechtlich selbständig. Die Landwirt Agrarmedien GmbH ist außerdem Inhaberin der Grazer Werbeagentur Indesign, die Alexandra Neuhold im Jahr 2000 ins Leben gerufen hatte. Zum Spin-off des Ares-Verlags erklärte Dvorak-Stocker:

„Was den inhaltlichen Anspruch betrifft, haben wir uns die Latte hochgelegt. Die Themen sind aber in jedem Fall spannend und oft kontrovers. Ein Programm für gepflegte Langeweile wollen wir nicht machen und auch nicht eines, in dem die immer gleichen Meinungen des medialen Mahlstroms wortreich wiedergekaut werden. Die Bücher des ARES Verlages sollen nicht nur wesentliche Informationen, Analysen und harte Fakten liefern, sondern auch Stellung nehmen und damit den Leser herausfordern.“

Ab Ende 1999 verlegte der Leopold Stocker Verlag (bzw. seit 2005 Ares) die Quartalszeitschrift Neue Ordnung, die 1958 von Ernst Strachwitz und Franz Frank (* 24. Februar 1919 in Graz; † 5. September 1999) gegründet wurde.

## Öffentliche Wahrnehmung

### Verwendung des Steirischen Landeswappens
Am 23. März 2004 beantragten die Grünen im Landtag der Steiermark, dem Leopold Stocker Verlag das 1992 vom damaligen Landeshauptmann Josef Krainer verliehene Recht, das Landeswappen zu führen, abzuerkennen, da nach ihrer Auffassung „der Verlag in gehäufter Zahl antisemitischen, rassistischen und rechtsextremen Autoren sowie Geschichtsrevisionisten eine Plattform“ biete. Dieser Entschließungsantrag wurde am 15. März 2005 von allen anderen Landtagsfraktionen abgelehnt, da eine Aberkennung ohne vorherige Änderung des Landeswappen-Gesetzes nicht möglich sei.

### Klage gegen MayDay 2000
Am 10. März 2006 wies das Landesgericht für Zivilrechtssachen Graz die Klagen des Leopold Stocker Verlags gegen die linke Grazer Initiative MayDay 2000 ab. Bei den Bezeichnungen „rassistisch“, „antisemitisch“ und „rechtsextrem“ in Zusammenhang mit bestimmten Verlagspublikationen handele es sich um zulässige Werturteile, die sich auf ein „bestimmtes Tatsachensubstrat stützen“ können. Der Verlag legte gegen das Urteil vergebens Berufung ein. Die Aktivisten von Mayday erregten öffentliche Aufmerksamkeit, als sie eine Unterschriftenaktion gegen den Verlag starteten. Sie protestierten u. a. dagegen, dass der Verlag das steirische Landeswappen, das für „besondere im Interesse des Landes gelegene Leistungen“ verliehen wird, tragen durfte.

### Werbeflächen bei der ÖBB
2007 mietete Wolfgang Dvorak-Stocker die EuroCity-Verbindung 656 der ÖBB zwischen Graz und Wien als Werbefläche. Versuche der ÖBB, den Ein-Jahres-Vertrag nachträglich aufzulösen, wurden von Dvorak-Stocker abgelehnt, der Vertrag wurde nach Dezember 2007 nicht verlängert.

## Zeitschrift „Abendland (ehemals: Neue Ordnung)“
Über die seit 1999 im Leopold-Stocker-Verlag erscheinende Quartalszeitschrift Neue Ordnung schrieb der Journalist Karl Pfeifer im jüdischen Internet-Magazin haGalil am 29. April 2005: „Die vierteljährlich erscheinende Grazer Zeitschrift ‚Neue Ordnung‘ (NO), die sich als Brückenbauer vom Rechtskonservatismus zum Rechtsextremismus betätigte, verstärkt in letzter Zeit durch die Mitarbeit von rechtsextremen Autoren ihre rechtsextreme und antisemitische Tendenz.“
Der Rechtsextremismusforscher Andreas Peham vom Dokumentationsarchiv des österreichischen Widerstandes (DÖW) verortet die NO im Rechtsextremismus. Das DÖW beschrieb die politische Ausrichtung der Zeitschrift wie folgt:

„So finden sich in der Neuen Ordnung unkritische bzw. positive Aussagen über ideologische Grundlagen des Faschismus (völkischer Nationalismus, Elitedenken, Aufbau eines organischen Staates – vergleichbar mit der Ideologie der ‚Volksgemeinschaft‘) sowie dessen Frontstellung zur Demokratie, zum Individualismus und zum Liberalismus ebenso wie nationalistische bis ‚revisionistische‘ Geschichtsbetrachtungen zu den Themen Auschwitz und Zwangsarbeiter. Einzelne Beiträge beinhalten die Propagierung antisemitischer und rassistischer Ressentiments sowie die Verächtlichmachung von Minderheiten.“

„Die vom Grazer Leopold Stocker Verlag herausgegebene Vierteljahreszeitschrift Neue Ordnung (NO) wandelte sich in den letzten Jahren von einem rechtskonservativen Blatt zu einem zentralen Organ der Brückenbauer zum Rechtsextremismus. Darin tritt die NO offenbar das Erbe der Aula an.“

Autoren des Magazins Neue Ordnung sind unter anderem: Björn Clemens, Götz Kubitschek, Martin Lichtmesz, Alexander Markovics (IB sowie Compact-Autor), Philip Stein, Angelika Willig. Mit der Ausgabe II/2020 benannte sich die Zeitschrift in Abendland um.

## Ares-Verlag
Der nach dem griechischen Kriegsgott benannte Ares-Verlag lässt nach eigener Darstellung „im weitesten Sinne ‚konservative‘ Positionen zu Wort kommen“ und vertritt „das anspruchsvolle Sachbuch und politisch-historische Titel auf wissenschaftlichem Niveau“. Unter den Autoren befinden sich Vertreter der Neuen Rechten, darunter Caspar von Schrenck-Notzing und Paul Gottfried.

### Autoren
Unter anderem haben folgende Autoren im Ares-Verlag publiziert:
- Menno Aden
- Jost Bauch
- Thierry Baudet
- Dirk Bavendamm
- Alain de Benoist
- Anton Bossi Fedrigotti
- Werner Bräuninger
- Wilhelm Brauneder
- John Charmley
- Martin van Creveld
- Wjatscheslaw Daschitschew
- Felix Dirsch
- David Engels
- Wolfgang Etschmann
- Joscelyn Godwin
- Paul Gottfried
- Martin Graf
- Gerald Grosz
- Yoram Hazony
- Lothar Höbelt
- Klaus Hornung
- Alois Hudal
- Roland Kaltenegger
- Volker Kempf
- Anneliese Kitzmüller
- Gerd-Helmut Komossa
- Hans-Christof Kraus
- Mario Kunasek
- Gerhard Kurzmann
- Michael Ley
- Frank Lisson
- Werner Mäder
- Matthias Matussek
- Armin Mohler
- Klaus Motschmann
- Kenizé Mourad
- Ingo von Münch
- Volker Münz
- Reinhard Mußgnug
- Heinz Nawratil
- Christian Neschwara
- Helmut Neuhold
- Dirk W. Oetting
- Martin Pfeiffer
- Gert-René Polli
- Hans Georg Prager
- Ingomar Pust
- Julius Ringel
- Helmut Roewer
- Johannes Rogalla von Bieberstein
- Olaf Rose
- Barbara Rosenkranz
- Albrecht Rothacher
- John Philippe Rushton
- Martin Schmidt
- Caspar von Schrenck-Notzing
- Guntram Schulze-Wegener
- Wolfgang Seiffert
- Harald Seubert
- Jaromír Tauchen
- Andreas Vonderach
- Thor von Waldstein
- Volkmar Weiss
- Karlheinz Weißmann
- Franz Uhle-Wettler
- Franz Wimmer-Lamquet
- Stefan Winckler
- Claus Wolfschlag
- Alfred de Zayas